# Zsiec
Zsiec, románul: Jieț, település Romániában, Hunyad megyében.

## Fekvése
Petrilla mellett, a Petrozsény felé vezető DN7A út mentén fekvő település.

## Története
Zsiec (Jieț) korábban Petrilla (Petrila) része volt. 1956-ban a várost alkotó településként adatai Petrilláéhoz (Petrila) voltak számítva.
1910-ben 403 lakosából 212 román, 157 magyar, 24 német volt.
1966-ban 1313 lakosából 1289 román, 22 magyar, 1977-ben 894 lakosából 881 román, 11 magyar, 1992-ben pedig 770 lakosából 752 román, 11 magyar volt.
A 2002 évi népszámláláskor 803 lakosából 782 román, 11 magyar volt.

## Népszokások
Nagy hagyománya van a karácsonyi kolindálásnak, amelyet itt Colindul Pițărăilor néven ismernek.